# Nova Widianto
Nova Widianto (Klaten, 10 ottobre 1977) è un giocatore di badminton indonesiano, vincitore della medaglia d'argento ai Giochi olimpici di Pechino 2008 nel doppio misto, in coppia con Lilyana Natsir.
Nella precedente edizione di Atene 2004, sempre nel doppio misto, ma in coppia con Vita Marissa, è stato sconfitto ai quarti dalla coppia danese Jens Eriksen e Mette Schjoldager

## Palmarès
- Giochi olimpici

Pechino 2008: argento nel doppio misto.
- Campionati mondiali di badminton

2005 - Anaheim: oro nel doppio misto.
2007 - Kuala Lumpur: oro nel doppio misto.
2009 - Hyderabad: argento nel doppio misto.